# Fiat 416
Le Fiat 416/416A est un châssis motorisé pour autobus typiquement urbain, de type midibus, produit par le constructeur italien Fiat Bus à partir de 1964.

## Histoire
Ce véhicule a été lancé en 1964 et représente une véritable révolution dans le paysage des transports en commun car c'est le premier modèle d'autobus urbain de taille réduite, on dirait aujourd'hui midibus, disposant d'un châssis spécialement étudié pour cette utilisation et non plus dérivé de celui d'un camion. Son moteur est placé au centre du véhicule, à plat sous le plancher, tout en conservant une hauteur du sol réduite.
Il a été créé pour une utilisation très polyvalente dans toutes les villes d'Italie, pour un transport dans les centres-villes, sur les lignes peu fréquentées des centres historiques. Ce bus urbain a connu un gros succès commercial. Sa robustesse légendaire et ses caractéristiques mécaniques de fiabilité feront qu'il restera au catalogue durant 10 ans et en service pendant presque 40 ans.
Ce modèle offrait la direction assistée et une boîte de vitesses mécanique. Le moteur était placé sous le plancher, au centre du véhicule, dans un compartiment isolé, pour un meilleur confort des passagers et une meilleure utilisation de la surface utile du plancher.
Le Fiat 416, a servi de base à de nombreux carrossiers comme Cansa, De Simon, Mauri, Menarini, etc.
Le Fiat 416 a également été utilisé en version sub-urbaine ou banlieue avec 16 places assises. La version urbaine avait une capacité de 42 passagers assis et debout.